# Parafia św. Jana Pawła II w Burkacie
Parafia Świętego Jana Pawła II Papieża w Burkacie – parafia rzymskokatolicka, znajdująca się w diecezji toruńskiej, w dekanacie Działdowo.